# Ctenitis hypolepioides
Ctenitis hypolepioides är en träjonväxtart som först beskrevs av Eduard Rosenstock, och fick sitt nu gällande namn av Edwin Bingham Copeland. Ctenitis hypolepioides ingår i släktet Ctenitis och familjen Dryopteridaceae. Inga underarter finns listade.